# SMS Baden (1915)
De SMS Baden was de tweede uit een reeks van vier slagschepen in de Bayern-klasse. De Baden was in dienst bij de Kaiserliche Marine tijdens de Eerste Wereldoorlog. 
Het schip werd genoemd naar een Duitse deelstaat, het Groothertogdom Baden. De kiel werd op 20 december 1913 gelegd en ze werd op 30 oktober 1915 te water gelaten. Ze nam dienst bij de Hochseeflotte op 14 maart 1917 en was daarmee de laatste Duitse dreadnought die in de Eerste Wereldoorlog gebouwd werd; twee zusterschepen - de Württemberg en de Saksen - waren onvoltooid wanneer de oorlog eindigde. 
De hoofdbewapening van het schip bestond uit acht 380mm-kanonnen, verdeeld over vier torens en ze kon een snelheid halen van 21 knopen (39 km/h). Samen met haar zusterschip - de Bayern - was de Baden het grootste en krachtigste slagschip gebouwd voor de Keizerlijke Marine.
Na in dienst te gaan bij de Hochseeflotte, verving ze de SMS Friedrich der Große (1911) als vlaggenschip. De Baden nam niet deel aan een zeeslag. Na de Duitse nederlaag in november 1918, werd het grootste deel van de Hochseeflotte door de Britse Royal Navy geïnterneerd in Scapa Flow. Op 21 juni 1919 beval admiraal Ludwig von Reuter dat al zijn schepen gecontroleerd moesten zinken, om te voorkomen dat deze definitief in Britse handen zouden vallen. Britse zeelieden konden voorkomen dat de Baden zonk. Het schip werd uitgebreid onderzocht en uiteindelijk door de Royal Navy zelf tot zinken gebracht in 1921.